# Austrohelcon meridionalis
Austrohelcon meridionalis är en stekelart som beskrevs av Turner 1918. Austrohelcon meridionalis ingår i släktet Austrohelcon och familjen bracksteklar. Inga underarter finns listade.